# 无拉港
无拉港，是马来西亚雪兰莪州加影的一个城镇，隶属于加影市议会。无拉港也是一座华人新村的名称。
“无拉港”地名由来源自于开埠时为主要运输管道的峇拉河（Sungai Balak），而“kong”在客家话和广东话里是“江”的意思，发音为“港”。后来，当地人便取其谐音，结合Sungai Balak和客家话的“港”，成为了balakong，中文译音为无拉港。早期的居民大部分以采锡矿和割胶维持生活。无拉港如今更成为了雪兰莪州内主要的工商业区，提供了了许多就业机会。无拉港共有两个新村，分别是以福建籍贯居多蕉赖十一哩新村，以及客家籍贯居多的无拉港新村。当地美食众多，其中蕉赖十一哩新村拥有许多住家式面粉糕、肉骨茶；无拉港则有传统客家酿豆腐、猪肉粉、烧腊等等食物闻名。

## 交通
无拉港可通过从此至加影的加影外环公路抵达，该大道从沙登绿水坊开始至加影。原9加影线计划在永旺购物中心设站，但后来更改为蕉赖11哩站，该站也是目前最临近无拉港的捷运站。

## 教育

### 小学
- 无拉港华文小学
- 蕉賴十一哩华文小学

学校分为上下午班制。下午班的学生一般上都使用多元用途礼堂做为周会集合点。而校内的图书室、电脑室、视听室、语言室和音乐室

## 购物中心
- 蕉赖南区永旺购物中心 (Cheras Selatan Aeon)

## 景点
- 星安庙
- 蕉赖鸿贸商城(Cheras Trader Square)

## 政治
无拉港属于万宜国会议席，该议席在马来西亚下议院的代表为来自希盟行动党的王建民，也是前副国际贸易及工业部部长。
同时，无拉港属于以其名称命名的无拉港州议席，该议席在雪兰莪州议会的代表为来自希盟行动党的王诗棋。